# Vương Lệ Khôn
Vương Lệ Khôn (giản thể: 王丽坤; phồn thể: 王麗坤, sinh ngày 22 tháng 3 năm 1985) tại Ông Ngưu Đặc Ongniud (giản thể: 翁牛特旗, bính âm: Wēngniútè Qí), Thành phố Xích Phong, Khu tự trị Nội Mông. Cô là nữ diễn viên người Trung Quốc được biết đến qua các bộ phim truyền hình như Thất kiếm hạ Thiên Sơn, Mỹ nhân tâm kế, Thanh niên Bắc Kinh, Hoa lưỡng sinh, Vượt đại dương đến gặp anh, Vũ động càn khôn; cũng như phim điện ảnh Tiền nhiệm công lược, Có một nơi chỉ chúng ta biết và Tình yêu tái sinh.

## Sự nghiệp
Vương Lệ Khôn theo học bộ môn múa từ khi còn nhỏ. Cô tốt nghiệp ngành Múa dân gian của Học viện múa Bắc Kinh năm 2004.
Cuối năm 2022, khi còn là sinh viên đại học năm 3, cô được đạo diễn Từ Khắc chọn tham gia diễn xuất trong bộ phim Thất kiếm hạ Thiên Sơn do vô tình nhìn thấy tại phòng tập múa. Năm 2004, bộ phim được phát sóng, cô chính thức gia nhập vào làng giải trí .
Năm 2005, cô tham gia diễn xuất trong phim truyền hình đạo đức gia đình của đạo diễn Uông Tuấn Hoa tai vàng, diễn vai Lục Bảo Trân .
Năm 2006 cô tham gia diễn xuất cùng với Lý Tông Hàn, Bảo Kiếm Phong và Dương Nhị trong phim thành thị Ái tựu ái liễu, diễn vai cô gái xinh đẹp, thuần khiết và tốt bụng Trương Thiên Ngọc . Cùng năm, cô tham gia diễn xuất cùng Vu Chấn, Lưu Lâm và Thi Kinh Minh trong bộ phim về gián điệp chiến tranh Đội đặc vụ 05 .
Năm 2007, cùng với Huỳnh Lỗi, Lục Nghị và Huỳnh Dịch đóng phim Gia, trong phim cô đóng vai Cầm khéo léo và vui vẻ .
Năm 2008, cùng với A Mục Long và Vương Duệ trở thành ngôi sao trong bộ phim hồi hộp trẻ trung Mạng lưới 81, cô đóng vai nữ chính Hồ Yến Đình, đây là phim điện ảnh đầu tay của cô ; Sau đó, cùng với Hạ Quân Tường, Đặng Gia Giai và Triệu Tử Kì đồng diễn viên chính tại Cộng hòa Trung Hoa, bộ phim kinh dị và hồi Vô gian hữu ái (tên cũ Hoa vũ phi tuyết), cô diễn vai Đinh Tiểu Tuyết lớn lên cùng với anh trai trong nhà hát ; Cùng năm, với Đinh Hải Phong, Khương Phong và Nghê Đại Hồng đồng đóng vai chính trong bộ phim chính kịch tình cảm Hiệu cầm đồ, trong phim cô đóng vai Thụy Vân Hương, con gái của ông chủ Đức Hằng và người vợ thứ hai ; Ngoài ra, cô cũng đóng vai chính trong bộ phim hồi hộp Sương mù đẫm máu do Liễu Vân Long làm đạo diễn .
Năm 2009, với Vuơng Lôi, Vương Tuấn Nghị và Từ Thục Mẫn đồng diễn chính phim hài kịch tình cảm đô thị Cố lên, Ưu Nhã! (tên cũ Người phụ nữ ngốc nghếch), trong phim cô đóng vai người phụ nữ có lòng tự trọng chủ nhà tài năng Khang Ưu Nhã thanh lịch ; Cùng năm, với Lâm Tâm Như, Dương Mịch và Hà Thịnh Minh đồng đóng vai chính trong bộ phim truyền hình Mỹ nhân tâm kế, cô đóng vai một người sống tách biệt có trái tim tàn nhẫn cay độc, mẹ của Nhiếp Thận Nhi Bính Hoa con gái Vương hoàng hầu .
Năm 2010, với Liễu Vân Long và Trương Gia Dịch hợp tác chủ diễn trong bộ phim đặc biệt hồi hộp Người đưa tin, trong phim cô đóng vai Cáp Tử với vẻ ngoài xinh đẹp và trái tim dịu dàng ; Cùng năm, cô đóng vai chính trong bộ phim về gián điệp chiến tranh do Liễu Quốc Khánh làm đạo diễn Mê án 1937 (tên cũ Thượng Hải mê án 1937), trong phim, cô đóng hai vai là một cặp chị em sinh đôi Lý Mộng Lộ và Lý Mộng Châu .
Năm 2011, cô đóng chính trong bộ phim chiến tranh gián điệp Thanh manh do Dương Văn Quân đạo diễn, vai nữ bác sĩ quân sự nhà tù quốc dân đảng Vương Linh Vũ lạnh lùng và mong manh ; Ngày 5 tháng 5 cùng năm, cô đoạt giải Nữ diễn viên mới xuất sắc nhất tại Lễ phim truyền hình mùa xuân ; Cùng năm, Vương Lệ Khôn đóng vai chính do Hoàng Tuấn Văn và Lam Chí Vĩ đạo diễn trong bộ phim tình cảm đô thị Thời đại hoàng kim của những cô gái lỡ thì (hay Thời đại hoàng kim của thặng nữ) , vai nữ chính Giác Lương Sảng ; Sau đó, Vương Lệ Khôn tiếp tục diễn chính trong bộ phim về gián điệp chiến tranh Đội đặc vụ 05 (Phần 2) đạo diễn bởi Triệu Thanh .
Năm 2012, cô tham gia diễn xuất cùng với Lý Nãi Văn, Hoàng Minh và Viên Trung Phương trong bộ phim đạo đức gia đình Hôn sào, đóng vai Dương Tuyết, nữ chính đã hy sinh giấc mơ của nhà văn để có thể kết hôn thành công với bạn trai Chủ Giác Dương ; Vào tháng 3 cùng năm, cô phát hành đĩa đơn cá nhân Tha thứ cho tôi ; Cùng năm, cô đóng chính trong bộ phim chiến tranh mang tính cách mạng Tai ương do Tôn Văn Học đạo diễn, vai phát thanh viên quân đội tuyến đường thứ tám Mã Tiểu Hồi ; Sau đó, cô cùng đóng với Lý Thần, Mã Tô và Đỗ Thuần trong bộ phim truyền cảm hứng Thanh niên Bắc Kinh, vai một người bị bệnh tâm thần; Ngày 31 tháng 12 cùng năm, cô giành được giải Nữ diễn viên đột phá nhất năm tại Quốc kịch thịnh điển . Ngoài ra cô còn giành giải Nữ diễn viên mới xuất sắc nhất tại Lễ trao giải phim truyền hình toàn quốc 2012 .
Năm 2013, cô đóng chính trong bộ phim tình cảm Tiệm cắt tóc do Phan Văn Kiệt đạo diễn, vai tiểu thư giàu có Tống Gia Nghi ; Vào ngày 01 tháng 04 cùng năm, cô giành được giải thưởng Nữ diễn viên tiềm năng nhất do khán giả bình chọn tại Đêm phim truyền hình Bắc Kinh TV ; Sau đó, Vương Lệ Khôn tham gia vào chương trình thể thao Ngôi sao truyền hình của đài vệ tinh Giang Tô, Stars in Danger: The High Dive (星跳水立方) ; Cùng năm, cô hợp tác với Vu Hòa Vỹ đóng chính trong bộ phim điệp chiến tranh Âm 38 độ, cô đóng vai một cô gái có vẻ ngoài như một bác sĩ phẫu thuật, nhưng thực sự ra lại là một thành viên của Đảng Cộng sản với nhiều năm kinh nghiệm .
Ngày 31 tháng 01, 2014, bộ phim hài tình cảm đô thị Tiền nhiệm công lược Vương Lệ Khôn tham gia diễn xuất cùng Hàn Canh và Diêu Tinh Đồng ra mắt, cô đóng vai một phụ nữ xinh đẹp có khả năng và tận tâm ; Vào ngày 28 tháng 06 cùng năm, cô đóng chính trong phim hài ánh sáng tình yêu đô thị Hiệu ứng tình yêu phát sóng trên truyền hình vệ tinh Quảng Đông , là một người phụ nữ với biệt danh Hắc Đào A với vẻ ngoài thờ ơ nhưng nội tâm lại là người nhiệt tình Tạ Tiểu Nặc .
Ngày 10 tháng 02, 2015, bộ phim tình yêu Có một nơi chỉ chúng ta biết được phát hành , trong phim cô đóng vai một người phụ nữ sống thiếu cảm giác an toàn Kim Thiên, bộ phim đạt được 287 triệu NDT doanh thu phòng vé ; Ngày 04 tháng 03 cùng năm, cô tham gia biểu diễn điệu múa Quốc sắc thiên hương tại Lễ hội đèn lồng CCTV ; Ngày 22 tháng 03, Vương Lệ Khôn giành giải thưởng Nữ diễn viên Châu Á nhảy vọt tại Giải thưởng điện ảnh Châu Á ; Sau đó, cô hợp tác với La Tấn, Trương Bác và Đặng Luân cùng góp mặt trong bộ phim truyền hình Phong thần diễn nghĩa, trong phim cô đóng vai nữ chính không ngừng đấu tranh giữa thiện và ác ; Ngày 16 tháng 04, cô đóng chính trong bộ phim tình yêu đô thị Muốn được xem kết hôn lần nữa, phát sóng trên truyền hình vệ tinh Chiết Giang và Thâm Quyến , hóa thân vào vai một kế toán yếu kém ; Tiếp đến, ngày 09 tháng 05, với bộ phim Có một nơi chỉ chúng ta biết, Vương Lệ Khôn đoạt giải Nữ diễn viên nổi tiếng nhất tại Liên hoan phim sinh viên đại học Bắc Kinh ; Vào ngày 15 tháng 05 cùng năm, bộ phim hồi hộp tình yêu tuổi trẻ Tình yêu hồi sinh chính thức được phát hành, trong phim cô đóng vai Tô Oánh, một học sinh có thành tích học tập xuất sắc đã đem lòng yêu chàng trai Giang Trùng Vân do Kim Bum thủ vai ; Vào ngày 12 tháng 06, cô tham gia diễn xuất trong bộ phim tình cảm thần tượng đô thị Hoa lưỡng sinh, được phát sóng trên kênh truyền hình vệ tinh Chiết Giang và Giang Tô , vai người mẹ đơn thân lạc quan Nhan Tống ; Vào tháng 12, cô với Chu Á Văn đóng vai chính trong bộ phim hài công sở tình yêu đô thị Vượt đại dương đến gặp anh đã đánh dấu sự nghiệp diễn xuất của cô với hình tượng nhân vật tổng tài mới mẻ .
Tháng 03 tháng 2016, Vương Lệ Khôn đóng vai chính cùng với Trịnh Nguyên Sướng, Đinh Tử Tuấn và Bạch Băng trong bộ phim cổ trang Phượng hoàng vô song chuyển thể từ tiểu thuyết mạng Mỹ nhân mưu: Yêu hậu Vô Song. Trong phim, cô đóng vai nữ chính bị Cố Thanh Hồng giết và tái sinh với tên Nhiếp Vô Song, trả thủ cho nhân vật Mậu Thiên Thiên ; Vào ngày 14 tháng 09 cùng năm, cô được mời tham dự Tuần lễ thời trang New York Xuân Hè 2017 ; Sau đó, cô hợp tác với Cao Dĩ Tường trong bộ phim hài tình yêu Tình ngộ mạn ha đốn với vai diễn một cô gái trẻ học nhảy và tìm cách đến New York một mình ; Sau đó, cô hợp tác với Dương Dương, Trương Thiên Ái, Ngô Tôn, tham gia vào bộ phim trang phục võ thuật huyền huyễn tưởng tượng Vũ động càng khôn, đóng vai Lăng Thanh Trúc lạnh lùng .
28 tháng 01, 2017, cô diễn chính bộ phim hài phục trang Tây du ký: Mối tình ngoại truyện 2 , trong phim cô đóng vai yêu nhền nhện muốn ăn thịt Đường Tam Tạng .
28 tháng 04, 2018, Vương Lệ Khôn tham gia diễn xuất cùng với Từ Tranh, Vương Nghiễn Huy, Đoàn Bác Văn và Chu Châu đóng vai chính bộ phim hồi hộp Đằng sau người chơi phát hành, với vai diễn Ngụy Tư Mông .
Ngày 08 tháng 04 năm 2019, bộ phim thần thoại cổ trang Phong thần diễn nghĩa với sự tham gia của La Tấn, Đặng Luân đã được phát sóng. Trong phim, cô vào vai nữ chính Đát Kỷ, người đã cấu kết với yêu hồ .
Tháng 06 năm 2020, cô tham gia chương trình tạp kỹ tìm kiếm nhóm nhạc nữ do Mango TV tổ chức Tỷ tỷ đạp gió rẽ sóng ; Ngày 24 tháng 7, sau khi bị loại, cô đã đăng một bài viết dài trên mạng xã hội để chính thức chia tay sân khấu cuộc thi, cô kể lại kinh nghiệm tham gia chương trình và biểu diễn theo nhóm, đồng thời gửi lời cảm ơn đến ban cố vấn và ekip chương trình.
11 tháng 2, 2021, cô tham gia Dạ tiệc Lễ hội mùa xuân của Đài Phát thanh và Truyền hình Trung ương Trung Quốc với vở diễn Chiếc ban công ; 12 tháng 2, bộ phim điện ảnh giả tưởng Thị thần lệnh đóng chung với Trần Khôn và Châu Tấn đã được ra mắt ; 22 tháng 3, phim truyền hình Kịch sơn lịch hải với vai diễn Phó Thị trưởng Ngô Tiểu Hào của cô được phát sóng; 23 tháng 3, bộ phim truyền hình thực tế Hải dương chi thành do cô thủ vai nữ chính Thiên Duyệt với sự tham gia của Trương Hàn đã được ra mắt ; Ngày 25 tháng 5, cô đóng vai Dương Khai Tuệ trong bộ bộ phim mang tính cách mạng Vinh quang và mộng tưởng được phát sóng đồng thời trên Truyền hình vệ tinh Bắc Kinh, Dragon TV, Tencent Video, iQiyi và Youku ; Ngày 23 tháng 12, bộ phim tình cảm thành thị Ba kiếp may mắn gặp được em với sự tham gia của Hoàng Cảnh Du đã được phát sóng trên Dragon TV, trong phim cô đóng vai nữ vệ sĩ Ngũ Thập Nhất . 
1 tháng 2, 2022, bộ phim Trận chiến hồ Trường Tân do Trần Khải Ca, Từ Khắc và Lâm Siêu Hiền đồng đạo diễn được phát hành, cô đóng vai vợ của Mai Sinh ; Vào tháng 7, bộ phim trinh thám cổ trang Đại đường địch công án do cô thủ vai chính đã chính thức hoàn thành .
Ngày 22 tháng 1, 2023, cô tham gia Dạ hội lễ hội mùa xuân của Đài Phát thanh và Truyền hình Bắc Kinh 2023 với vở kịch Ai chẳng nói quê hương tôi tốt ; Ngày 30 tháng 3, cô đóng vai nữ chính Hướng Hoa Vũ quyết đoán và khéo léo trong phim truyền hình điệp viên hiện đại Vô gian cùng với Cận Đông ; Ngày 29 tháng 4, bộ phim Kiểm soát phong vân cô tham gia với vai diễn Hạ Vy đã được phát hành ; Ngày 19 tháng 8, bộ phim cổ trang Chước chước phong lưu đã chính thức được phát sóng, trong đó cô đóng vai Công chúa Nhu Gia đầy tham vọng .

## Phim

### Phim truyền hình
| Năm  | Tựa đề                                     | Tên tiếng Trung    | Vai diễn                        | Bạn diễn                                                 | Ghi chú       |
| ---- | ------------------------------------------ | ------------------ | ------------------------------- | -------------------------------------------------------- | ------------- |
| 2024 | Đại đường địch công án                     | 大唐狄公案         | Tào An                          | Chu Nhất Vi                                              |               |
| 2023 | Nhiệm vụ đặc công                          | 特工任务           | Trương Gia Huệ                  |                                                          | Khách mời     |
| 2023 | Chước chước phong lưu                      | 灼灼风流           | Nhu Gia                         | Phùng Thiệu Phong, Cảnh Điềm, Từ Hải Kiều, Chu Dực Nhiên |               |
| 2023 | Vô gian                                    | 无间               | Hướng Hoa Vũ                    | Cận Đông                                                 |               |
| 2021 | Ba kiếp may mắn gặp được em                | 三生有幸遇上你     | Ngũ Thập Nhất                   | Hoàng Cảnh Du                                            | [ 69 ]        |
| 2021 | Kịch sơn lịch hải                          | 经山历海           | Ngô Tiểu Hào                    | Trương Quốc Cường, Trâu Uy Đình                          |               |
| 2021 | Hải dương chi thành                        | 海洋之城           | Thiên Duyệt                     | Trương Hàn                                               | [ 70 ]        |
| 2021 | Vinh quang và mộng tưởng                   | 光荣与梦想         | Dương Khai Tuệ                  | Đường Quốc Cường, Lưu Kính, Huỳnh Hiểu Minh              |               |
| 2019 | Phong thần diễn nghĩa                      | 封神演义           | Đát Kỷ                          | La Tấn, Đặng Luân                                        | [ 71 ] [ 72 ] |
| 2018 | Vũ động càn khôn                           | 武动乾坤           | Lăng Thanh Trúc                 | Dương Dương                                              |               |
| 2017 | Tình yêu vượt đại dương                    | 漂洋过海来看你     | Tô Mang                         | Chu Á Văn                                                |               |
| 2017 | Phượng hoàng vô song                       | 天泪传奇之凤凰无双 | Mậu Thiên Thiên / Nhiếp Vô Song | Trịnh Nguyên Sướng                                       |               |
| 2015 | Muốn được xem kết hôn lần nữa              | 想明白了再结婚     | Vu Tiểu Ngư                     | Đồng Đại Vỹ                                              |               |
| 2015 | Tình yêu châu báu                          | 爱情珠宝           | Từ Thủy Tinh                    |                                                          | Khách mời     |
| 2015 | Đường hẹp                                  | 狭路               | Miêu Thanh                      |                                                          | Khách mời     |
| 2015 | Hoa lưỡng sinh                             | 两生花             | Nhan Tống                       | Lưu Khải Uy                                              |               |
| 2014 | Hiệu ứng tình yêu                          | 爱的多米诺         | Tạ Tiểu Nặc                     | Vu Hòa Vỹ                                                |               |
| 2014 | Chiến thần                                 | 战神               | Lâm Yến                         | Trần Tư Thành, Đỗ Thuần, Lý Quang Khiết                  |               |
| 2013 | Tiệm cắt tóc                               | 理发师             | Tống Gia Nghi                   | Lý Thần, Đồ Tùng Nham                                    |               |
| 2013 | Thương hoa                                 | 枪花               | Phàn Lộ                         | Lưu Tùng Đan, Trình Hạo Phong                            |               |
| 2013 | Âm 38 độ                                   | 零下三十八度       | Thường Thanh                    | Vu Hòa Vỹ                                                |               |
| 2013 | Luyến ái đích sự nhân                      | 恋爱的那点事儿     | Hồi Mâu Nữ Hài                  |                                                          | Khách mời     |
| 2012 | Thanh manh                                 | 青盲               | Vương Linh Vũ                   | Vu Hòa Vỹ, Sa Dật                                        |               |
| 2012 | Đội đặc vụ 05 (Phần 2)                     | 五号特工组2        | Cao Hàn                         | Vu Chấn, Thần Vu San San                                 |               |
| 2012 | Thanh niên Bắc Kinh                        | 北京青年           | Nhậm Tri Liễu                   | Lý Thần, Nhậm Trọng, Đỗ Thuần, Hạ Cương                  |               |
| 2012 | Tai ương                                   | 连环套             | Mã Tiểu Hồi                     | Vu Hòa Vỹ                                                |               |
| 2012 | Hôn sào                                    | 婚巢               | Dương Tuyết                     | Lý Nãi Văn, Hoàng Hựu Minh                               |               |
| 2011 | Thời đại hoàng kim của những cô gái lỡ thì | 盛女的黄金时代     | Giác Lương Sảng                 | Trần Kiện Phong                                          |               |
| 2011 | Đường cung mỹ nhân thiên hạ                | 唐宫美人天下       | Bách Hợp                        |                                                          | Khách mời     |
| 2010 | Vô gian hữu ái                             | 无间有爱           | Đinh Tiểu Tuyết                 | Hạ Quân Tường                                            |               |
| 2010 | Mê án 1937                                 | 迷案1937           | Lý Mộng Lộ / Lý Mộng Châu       | Bảo Kiếm Phong                                           |               |
| 2010 | Mỹ nhân tâm kế                             | 美人心计           | Nhiếp Thận Nhi/Vương Chí        | Lâm Tâm Như, Trần Kiện Phong, Dương Mịch, La Tấn         |               |
| 2010 | Người đưa tin                              | 告密者             | Cáp Tử                          | Liễu Vân Long, Trương Gia Dịch                           |               |
| 2009 | Cố lên, Ưu Nhã!                            | 加油, 优雅!        | Khang Ưu Nhã                    | Vương Lôi                                                |               |
| 2009 | Vợ và Mẹ                                   | 贤妻良母           | La Na                           |                                                          | Khách mời     |
| 2009 | Hiệu cầm đồ                                | 当铺               | Thụy Vân Hương                  | Đinh Hải Phong                                           |               |
| 2009 | Long môn dịch trạm                         | 龙门驿站之奇缘     | Châu Nhân                       | Trương Trí Lâm                                           |               |
| 2008 | Huyết sắc mê vụ                            | 血色迷雾           | Trịnh Hiểu Thông                | Liễu Vân Long, Ngô Miện                                  |               |
| 2007 | Đội đặc vụ 05                              | 五号特工组         | Cao Hàn                         | Lưu Lâm, Vu Chấn, Trương Gia Dịch                        |               |
| 2007 | Hoa tai vàng                               | 金耳环             | Lục Bảo Trân                    | Hoàng Hựu Minh                                           |               |
| 2007 | Ái tựu ái liễu                             | 爱就爱了           | Trương Thiên Ngọc               | Lý Tông Hàn                                              |               |
| 2007 | Gia                                        | 家                 | Cầm                             | Huỳnh Lỗi, Lục Nghị                                      |               |
| 2006 | Thất kiếm hạ Thiên Sơn                     | 七剑下天山         | Lưu Úc Tiết                     | Triệu Văn Trác, Lữ Lương Vĩ, Thái Thiếu Phân             |               |

### Phim điện ảnh
| Năm  | Tựa đề                             | Tên tiếng Trung        | Vai             | Bạn diễn                                       | Ghi chú   |
| ---- | ---------------------------------- | ---------------------- | --------------- | ---------------------------------------------- | --------- |
| 2023 | Kiểm soát phong vân                | 检察风云               | Hạ Vy           | Hoàng Cảnh Du, Bạch Bách Hà, Phùng Thiệu Phong |           |
| 2022 | Trận chiến hồ Trường Tân           | 长津湖之水门桥         | Vợ của Mai Sinh | Chu Á Văn                                      | Khách mời |
| 2021 | Thị thần lệnh                      | 侍神令                 | Đào Hoa yêu     | Trần Khôn, Châu Tấn                            | [ 73 ]    |
| 2019 | Mao Trạch Đông 1949                | 决胜时刻               | Vu Dữ           | Đường Quốc Cường, Lưu Kính, Hoàng Cảnh Du      |           |
| 2018 | Đằng sau người chơi                | 幕后玩家               | Ngụy Tư Mông    | Từ Tranh                                       |           |
| 2017 | Tây du ký: Mối tình ngoại truyện 2 | 西游伏妖篇             | Yêu Nhện        | Ngô Diệc Phàm, Lâm Canh Tân                    |           |
| 2017 | Tình ngộ mạn ha đốn                | 情遇曼哈顿             | Bạch Kì         | Cao Dĩ Tường                                   |           |
| 2015 | Sự xuất hữu nhân                   | 事出有姻               | Thường Thanh    | Maria Grazia Cucinotta, Hoàng Hải Ba           |           |
| 2015 | Có một nơi chỉ chúng ta biết       | 有一个地方只有我们知道 | Kim Thiên       | Ngô Diệc Phàm, Từ Tĩnh Lôi                     |           |
| 2015 | Tình yêu tái sinh                  | 重生爱人               | Tô Oánh         | Kim Bum, Trịnh Nguyên Sướng                    |           |
| 2014 | Tiền nhiệm công lược               | 前任攻略               | La Thiến        | Hàn Canh                                       |           |
| 2008 | Mạng lưới 81                       | 八十一格               | Hồ Yến Đình     | A Mục Long, Vương Duệ                          |           |

## Đóng MV
| Năm  | Tên                | Vai diễn | Đạo diễn | Đồng diễn         |
| ---- | ------------------ | -------- | -------- | ----------------- |
| 2012 | Mộng ảo Tru Tiên 2 | Niệm Dao | Vĩ Nhiên | Phùng Thiệu Phong |

## Đĩa đơn
| Thời gian | Tên             | Ghi chú                                      |
| --------- | --------------- | -------------------------------------------- |
| 05/2015   | Cuối cùng       | Nhạc cuối phim Muốn được xem kết hôn lần nữa |
| 08/2012   | Châm biếm       | Đĩa đơn cá nhân                              |
| 03/2012   | Tha thứ cho tôi | Đĩa đơn cá nhân                              |

## Show thực tế
| Thời gian | Đài                                           | Chương trình                                           |
| --------- | --------------------------------------------- | ------------------------------------------------------ |
| 2023      | Đài Phát thanh và Truyền hình Bắc Kinh        | Lễ hội mùa xuân                                        |
| 12.2021   | CCTV                                          | Bế mạc Giải Kim Kê                                     |
| 02.2021   | CCTV                                          | Lễ hội mùa xuân                                        |
| 01.2021   | Mango TV                                      | Happy Camp                                             |
| 2020      | Mango TV                                      | Tỷ tỷ đạp gió rẽ sóng                                  |
| 04.2020   | Truyền hình Chiết Giang                       | Vương bài đối vương bài                                |
| 2019      | Mango TV                                      | Hướng về cuộc sống mùa 3                               |
| 09.2018   | Mango TV                                      | Happy Camp                                             |
| 04.2018   | Truyền hình Chiết Giang                       | Vương bài đối vương bài mùa 3                          |
| 03.2018   |                                               | Thư Trung Quốc                                         |
| 08.2017   |                                               | Cuộc đua kỳ thú Trung Quốc mùa 4                       |
| 02.2017   | Truyền hình Chiết Giang                       | Vương bài đối vương bài mùa 2                          |
| 01.2017   | Mango TV                                      | Happy Camp                                             |
| 10.2016   |                                               | Xuyên việt ba trù phòng                                |
| 03.2016   | Truyền hình Chiết Giang                       | Vương bài đối vương bài mùa 1                          |
| 2015      | CCTV                                          | Gala Lễ hội đèn lồng - Tết Nguyên Tiêu                 |
| 2015      |                                               | Toàn viên gia tốc                                      |
| 2014      |                                               | Running Brothers mùa 1                                 |
| 01.2014   | Mango TV                                      | Happy Camp                                             |
| 2013      |                                               | Stars in Danger: The High Dive (星跳水立方)            |
| 05.2012   | Thiên Tân TV                                  | Kim dạ hữu hí: Đặc công thị chẩm dạng luyện thành đích |
| 05.2012   | Dragon Television                             | Vũ Lâm đại hội chung kết                               |
| 04.2012   | Dragon Television                             | Vũ Lâm đại hội bán kết                                 |
| 04.2012   | Liêu Ninh TV                                  | Lao động tối vinh quang                                |
| 04.2012   | Dragon Television                             | Vũ Lâm đại hội sơ trại đệ ngũ trường                   |
| 03.2012   | An Huy TV                                     | Khoảng cách rất yên tĩnh                               |
| 03.2012   | Trang web chính thức MSN                      | Tinh nguyệt đối thoại                                  |
| 02.2012   | Thiên Tân TV                                  | Chương trình phát sóng đặc biệt                        |
| 12.2011   | Truyền hình vệ tinh Thâm Quyến                | Niên đại tú                                            |
| 10.2011   | Truyền hình vệ tinh Thiên Tân                 | Kim dạ hữu hí: Thanh manh kịch tổ ban thưởng lễ        |
| 08.2011   | Truyền hình vệ tinh Thẩm Quyến                | Phạn một liễu tú: Bảo bối lại thượng đại minh tinh     |
| 06.2011   | 17 CCTV6                                      | Quang ảnh chu khan, Quang ảnh tinh bá khách            |
| 05.2011   | 27 BTV, Kênh cuộc sống Thời thượng Trang Uyển | Minh tinh đài trú                                      |
| 04.2011   | An Huy TV                                     | Khoảng cách rất yên tĩnh                               |
| 04.2011   | Hồ Bắc TV                                     | Xuyên việt hỏa tuyến                                   |
| 04.2011   | An Huy TV                                     | Hạnh phúc phu thê đương                                |
| 04.2011   | CCTV4                                         | Thanh minh thi hội 2011                                |
| 04.2011   | Truyền hình vệ tinh Sơn                       | Lễ kỷ niệm Mỹ nhân tâm kế                              |
| 01.2011   |                                               | Văn nghệ BTV Tối giai hiện trường                      |
| 06.2010   | Liêu Ninh TV                                  | Minh tinh chuyển khởi lai                              |
| 05.2010   | Truyền hình Hồ Nam                            | Việt đào việt khai tâm                                 |
| 05.2010   | Liêu Ninh TV                                  | Đáo để thị thùy                                        |
| 04.2010   | Lữ du TV                                      | Người phụ nữ xinh đẹp                                  |
| 03.2010   | Hà Bắc                                        | Linh Linh tinh hữu hối                                 |
| 2010      |                                               | Đại sứ Nội Mông Bắc Phương tân báo                     |

## Hoạt động xã hội
Ngày 18 tháng 11, 2011, Vương Lệ Khôn tham gia vào hoạt động phúc lợi cộng đồng Hy vọng: Giày được khởi xướng bởi Quỹ từ thiện trẻ em Trung Quốc .
Tháng 4 năm 2014, cô tham gia chương trình Rừng hạnh phúc để tham gia thực hiện các hoạt động phúc lợi trồng cây xanh công cộng .
Ngày 13 tháng 08, 2015, cô tham gia quỹ thiện nguyện Hàn Hồng, bắt đầu với Hàn Hồng ái tâm trăm người viện trợ hướng đến hành động phúc lợi công cộng của nhóm trợ cấp y tế ;  Ngày 27 tháng 08 cùng năm, cô là đại sứ hình ảnh của Quỹ ảnh nghệ thuật trẻ em Thiên Tình .
Ngày 7 tháng 01, 2022, cô được bầu làm người phát ngôn thanh niên của Liên hoan truyền hình sinh viên đại học Trung Quốc lần thứ 10 . 

## Giải thưởng
| Thời gian | Hạng mục                                          | Giải thưởng                                          | Kết quả   | Ghi chú                      |
| --------- | ------------------------------------------------- | ---------------------------------------------------- | --------- | ---------------------------- |
| 2021      | Nữ diễn viên xuất sắc của năm                     | iFeng Fashion Choice                                 | Đoạt giải | [ 97 ]                       |
| 2021      | Top 10 diễn viên được yêu thích nhất              | Giải Hoa Đỉnh lần thứ 32                             | Đoạt giải | cho Vinh quang và mộng tưởng |
| 2018      | Nữ diễn viên được yêu thích nhất                  | Liên hoan phim quốc tế Tokyo                         | Đoạt giải | cho Đằng sau người chơi      |
| 2018      | Nữ diễn viên xuất sắc thể loại phim tình cảm 2017 | Tháp đôi Trung Quốc tuần phim tình yêu               | Đoạt giải | [ 100 ]                      |
| 2017      | Nghệ sĩ chất lượng của năm                        | Giải thưởng Phong cách Thời trang Sina               | Đoạt giải |                              |
| 2015      | Ngôi sao điện ảnh truyền hình được yêu thích nhất | Giải Hoa Đỉnh lần thứ 17                             | Đề cử     |                              |
| 2015      | Nữ diễn viên châu Á nhảy vọt                      | Giải thưởng điện ảnh châu Á                          | Đoạt giải |                              |
| 2015      | Giải thưởng Nữ diễn viên quyền lực nhất           | Liên hoan phim quốc tế Trung Quốc London Lần Thứ 3   | Đoạt giải |                              |
| 2015      | Nữ diễn viên được yêu thích nhất                  | Liên hoan phim sinh viên Đại học Bắc Kinh Lần Thứ 22 | Đoạt giải |                              |
| 2013      | Nữ diễn viên được yêu thích nhất                  | Lễ trao giải kỷ niệm lần thứ 7 tạp chí Phong Thượng  | Đoạt giải |                              |
| 2013      | Nữ diễn viên được yêu thích nhất                  | Lễ trao giải BQ được yêu thích lần thứ 8             | Đoạt giải |                              |
| 2013      | Nữ diễn viên được yêu thích nhất                  | Giải thưởng ảnh hưởng thời trang của MSN             | Đoạt giải |                              |
| 2013      | Nữ diễn viên tiềm năng được yêu thích nhất        | Đêm phim truyền hình Bắc Kinh                        | Đoạt giải | [ 101 ]                      |
| 2012      | Nghệ sĩ được truyền thông chú ý nhiều nhất        | Liên hoan thần tượng châu Á - Truyền hình An Huy     | Đoạt giải |                              |
| 2012      | Nữ ngôi sao nhảy vọt của năm                      | Đêm từ thiện của MSN                                 | Đoạt giải |                              |
| 2012      | Giải thưởng Đột phá của năm                       | Quốc kịch thịnh điển                                 | Đoạt giải | [ 102 ]                      |
| 2011      | Nữ diễn viên Ngôi sao của năm                     | Thời trang Trung Quốc 2011                           | Đoạt giải | [ 103 ]                      |
| 2011      | Nữ diễn viên mới xuất sắc nhất                    | Liên hoan phim truyền hình mùa xuân                  | Đoạt giải |                              |
| 2009      | Top 10 ngôi sao điện ảnh và truyền hình           | Danh sách ngôi sao giải trí năm 2009                 | Đoạt giải |                              |